# Backbone (álbum de Status Quo)
Backbone es el trigésimo tercer álbum de estudio de la banda británica de rock Status Quo, publicado en 2019 por Fourth Chord Records. Es la primera producción con el guitarrista Richie Malone, quien reemplazó al fallecido Rick Parfitt, y a su vez el primero con canciones nuevas desde Bula Quo! de 2013.
El disco supuso un gran éxito comercial en Europa, en donde vendió 50 000 copias en la primera semana de lanzamiento. Alcanzó el puesto 2 en la lista Schweizer Hitparade de Suiza, la posición más alta desde In the Army Now (1986), como también llegó hasta la sexta casilla del Media Control Charts de Alemania, siendo su primer disco en ingresar entre los diez más vendidos desde Whatever You Want (1979). En el Reino Unido logró la sexta posición en el UK Albums Chart, estableciéndose como su vigésimo quinto álbum de estudio en entrar entre los diez mejores de dicha lista.

## Lista de canciones
| N.º | Título                         | Escritor(es)             | Duración |  |
| 1.  | «Waiting for a Woman»          | Francis Rossi, Bob Young | 4:28     |  |
| 2.  | «Cut Me Some Slack»            | Rossi, John Edwards      | 4:22     |  |
| 3.  | «Liberty Lane»                 | Rossi, Edwards           | 3:42     |  |
| 4.  | «I See You're in Some Trouble» | Rossi, Young             | 3:47     |  |
| 5.  | «Backing Off»                  | Rossi, Andy Bown         | 4:12     |  |
| 6.  | «I Wanna Run Away with You»    | Rossi, Young             | 3:23     |  |
| 7.  | «Backbone»                     | Rossi, Edwards           | 3:03     |  |
| 8.  | «Better Take Care»             | John David               | 3:34     |  |
| 9.  | «Falling off the World»        | Leon Cave                | 3:29     |  |
| 10. | «Get out of My Head»           | Richie Malone            | 3:24     |  |
| 11. | «Running out of Time»          | Rossi, Bown              | 3:29     |  |

| Pistas adicionales en la versión digipak |                  |              |          |  |
| N.º                                      | Título           | Escritor(es) | Duración |  |
| 12.                                      | «Crazy Crazy»    | Rossi        | 3:18     |  |
| 13.                                      | «Face the Music» | Malone       | 3:27     |  |

## Músicos
- Francis Rossi: voz y guitarra
- Richie Malone: guitarra y coros
- John Edwards: bajo, guitarra y coros
- Andy Bown: teclado, guitarra y coros
- Leon Cave: batería y percusión